# 宽沟站
宽沟站，位于黑龙江省绥芬河市阜宁镇宽沟村，是滨绥铁路沿线车站，距哈尔滨站541公里，绥芬河站7公里。建于1898年，原名八道河子站。现隶属哈尔滨铁路局管辖，为四等站，现只有N23次旅客列车经过。
1. 1 2  Зуенко Иван Юрьевич.  (PDF). Известия Восточного института. 2018  [2022-07-27]. doi:10.24866/2542-1611/2018-2/85-98. （原始内容存档 (PDF)于2022-07-26） （俄语）.
2. ↑  黑龙江省地方志编纂委员会. . 黑龙江人民出版社. 1992. ISBN 7-207-02397-9 –黑龙江史志网.